# Chaise-Dieu-du-Theil
Chaise-Dieu-du-Theil is een gemeente in het Franse departement Eure (regio Normandië) en telt 245 inwoners (1999). De plaats maakt deel uit van het arrondissement Évreux.

## Geografie
De oppervlakte van Chaise-Dieu-du-Theil bedraagt 5,9 km², de bevolkingsdichtheid is 41,5 inwoners per km².
De onderstaande kaart toont de ligging van Chaise-Dieu-du-Theil met de belangrijkste infrastructuur en aangrenzende gemeenten.

## Demografie
Onderstaande figuur toont het verloop van het inwonertal (bron: INSEE-tellingen).